# Alba Potes
Alba Lucía Potes Cortés (nascuda a Cali, el 28 de juny de 1954) és una compositora colombiana de música clàssica contemporània i professora a la Mannes School of Music, College Preparatory Division, a Nova York.

## Biografia
Nascuda a Cali, Colòmbia, va estudiar al conservatori Antonio M. Valencia i a la Universidad del Valle de Cali, amb Leon J. Simar. El 1983 es va traslladar als Estats Units. Es va graduar a la Temple University en teoria de la música, cum laude, i amb un màster i un doctorat en composició. Va estudiar amb Matthew Greenbaum, Ursula Mamlok i Maurice Wright. Viu a la ciutat de Nova York.

## Carrera
Les composicions d'Alba Potes han estat interpretades per l'Orquestra de Cambra de Montreal, la Simfònica Nacional de Colòmbia, l'Orquestra Filharmònica Nacional de Veneçuela, l'Orquestra Simfònica de Cali, el Festival Internacional Cervantino... i en Festivals Musicals Internacionals d'arreu del món. La seva música ha estat interpretada per la soprano Susan Narucki, els pianistes David Holtzman, Charles Abramovic, Martha Marchena, Ana Cervantes i Blair McMiller, el saxofonista Marshall Taylor, el percussionista Mircea Ardeleanu i la violista Stephanie Griffin.
Alba Potes és fundadora i directora artística de Las Américas en Concierto, una sèrie anual de concerts per difondre i intercanviar expressions musicals entre Amèrica del Sud, Amèrica Central i Amèrica del Nord.

## Obra i premis
Les seves composicions orquestrals Cantares para Orquesta i Reflexiones van ser guanyadores de la New Music Reading Sessions de la Women's Philharmonic de San Francisco de 2002 i del First International Composers Reading Project de la Riverside Symphony de 1994 a Nova York.
Alba Potes és una guanyadora del Concurs de compositors Music of Changes 2001–2002 a Los Angeles, que va incloure un concert dedicat a la seva música. Ha rebut encàrrecs, entre d'altres, del Ministeri de Cultura de Colòmbia (De las Travesuras y Percances del Amor), Music of Changes (Y la brisa trae aroma de cadmia), la Independence Foundation Fellowship in the Arts de Filadèlfia (Oleajes),la Sala de Recitals Luis Angel Arango de Colòmbia/Banco de la República (Entre Arrullos y Madrigales) o l'Oficina d'Afers Acadèmics de Hostos Community College (Dulzuras).
La seva música està publicada pel Ministeri de Cultura de Colòmbia (A los Pájaros) i l'editorial Hildegard (Tres Miniaturas para las Mariposas Ausentes). La seva obra Desde el Aire: Seis Instantes fou composta l'estiu de 2010. Cantos escondidos va resultar guanyadora del Concurs Llatinoamericà de Composició Antonio María Valencia.